# Cunaxa thailandicus
Cunaxa thailandicus är en spindeldjursart som beskrevs av Frank Jason Smiley 1992. Cunaxa thailandicus ingår i släktet Cunaxa och familjen Cunaxidae. Inga underarter finns listade i Catalogue of Life.